# Villers-Cotterêts
 Villers-Cotterêts  es una población y comuna francesa, en la región de Picardía, departamento de Aisne, en el distrito de Soissons. Es el chef-lieu y mayor población del cantón de Villers-Cotterêts, famosa por ser el lugar de nacimiento de Alejandro Dumas, el autor de Los tres mosqueteros y El conde de Montecristo.

## Demografía
A lo largo de los siglos ha sufrido grandes crisis demográficas debido entre otras cosas a la proximidad con la frontera belga y la sucesión de dos guerras mundiales.
| 2 400                     | 2 327 | 2 273 | 2 543 | 3 481 | 2 692 | 3 465 | 3 602 | 2 609 | 2 764 | 3 396 | 3 119 | 3 206 | 3 811 | 3 790 | 4 582 | 4 772 | 4 981 | 5 381 | 5 654 | 4 208 | 4 610 | 4 612 | 5 070 | 3 607 | 3 917 | 5 489 | 6 313 | 8 949 | 8 380 | 8 867 | 9 839 | 10 106 | 10 090 |
| (Fuente: INSEE y Cassini) |       |       |       |       |       |       |       |       |       |       |       |       |       |       |       |       |       |       |       |       |       |       |       |       |       |       |       |       |       |       |       |        |        |

## Sitios y cultura
Hay en la ciudad un museo Alejandro Dumas para recordase de que el escritor Alejandro Dumas ha nacido aquí.  